# Літопис Авраамки
Літо́пис Авраа́мки — збірник літописів різних періодів, списаний 1495 року за дорученням смоленського єпископа Йосифа відомим Авраамкою (очевидно, особою духовного сану), опублікований у 16 томі «Повного зібрання руських літописів».
Літопис Авраамки — складна за змістом літописно-літературна компіляція. Отримала назву за іменем білоруського книжника кінця 15 століття Авраамки. Крім Віленського списку — єдиного, де збереглася приписка з іменем Авраамки, варіанти літопису містяться у Синодальному, Толстовському, Погодинському, Тихановському списках та Супрасльському літописі.
Різні списки літопису Авраамки починаються хронографом, доведеним до часів імператорів Візантії Льва III та Константина V, що ґрунтується на тексті Палеї, після чого іде редагований текст Новгородського літопису, заснованого на варіанті Новгородського 4-го літопису, близького до Рогозького літописця та доповненого Скороченим літописним зводом. Одна із частин, від початку 14 століття до 1446 року, дуже близька до Новгородського 5-го літопису, а частина тексту з 1446 по 1469 знову наближається до Новгородського 4-го літопису, але, на відміну від нього, містить низку унікальних повідомлень переважно новгородсько-псковського походження. Як правило, списки літопису Авраамки різняться в частині після 1469.
Після цього Віленський список літопису Авраамки містить статті юридичного, генеалогічного та хронологічного змісту, близькі до статей Комісійного списку Новгородського першого літопису, уривок з Новгородського 4-го літопису за 945—988 роки, приписку самого Авраамки про укладення ним 1495 цієї пам'ятки, після чого вміщено текст Віленського літопису, який належить до білорусько-литовських літописів.